# Свитанок (Киевская область)
Свитанок (укр. Світанок) — село, входит в Переяслав-Хмельницкий район Киевской области Украины.
Население по переписи 2001 года составляло 704 человека. Почтовый индекс — 08472. Телефонный код — 4567. Занимает площадь 1,58 км².

## Местный совет
08472, Київська обл., Переяслав-Хмельницький р-н, с.Світанок, вул.Леніна,22, тел. 2–21–49  (укр.)